# Tillandsia belloensis
Tillandsia belloensis är en gräsväxtart som beskrevs av Wilhelm Weber. Tillandsia belloensis ingår i släktet Tillandsia och familjen Bromeliaceae. Inga underarter finns listade i Catalogue of Life.